# Wikipedia en la cultura popular

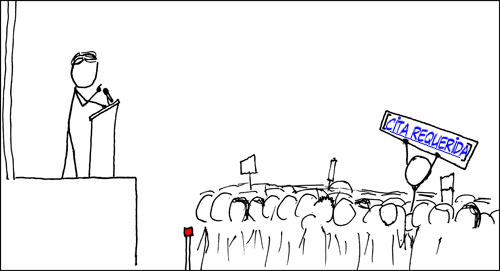
Un webcómic sobre un voluntario que intenta decir ¿de dónde viene? con el aviso cita requerida (por xkcd: "Wikipedian Protester").

La consideración de que Wikipedia esté en la cultura popular ha ido variando por las actividades realizadas por personalidades en el mundo, en especial fomentando su finalidad o la utilidad de la enciclopedia en línea, que volvió en un recurrente fenómeno de Internet.
Entre ellos, existen parodias a las ideas de Wikipedia, de carácter personal, burlesca, jugada o parcializada en artículos (lo que se conoce como vandalismo). Medios de comunicación usan este medio para informar su contenido o publicitar sus temas.

## Sucesos
| Fecha                   | Índole                             | País (de origen) | Título                                                                               |
| ----------------------- | ---------------------------------- | ---------------- | ------------------------------------------------------------------------------------ |
| 10 de noviembre de 2004 | artículo                           | Estados Unidos   | "I Must Take Issue With The Wikipedia Entry For 'Weird Al' Yankovic", the Onion.     |
| 2005                    | publicidad                         | Australia        | Jericho                                                                              |
| 7 de mayo de 2005       | comic strip                        | Estados Unidos   | FoxTrot                                                                              |
| 2006                    | Anuncio publicitario               | Estados Unidos   | Cisco Systems: Human Network Anthem                                                  |
| 1 de marzo de 2006      | programa de televisión (satírico)  | Estados Unidos   | The Colbert Report, episodio 58                                                      |
| 12 de agosto de 2006    | vídeo musical                      | Estados Unidos   | White & Nerdy, vídeo musical por "Weird Al" Yankovic                                 |
| 18 de enero de 2007     | sitcom                             | Estados Unidos   | 30 Rock: "The Head and the Hair"                                                     |
| 17 de marzo de 2007     | programa de televisión (sátira)    | Reino Unido      | Bremner, Bird and Fortune                                                            |
| 14 de abril de 2003     | novela                             | Reino Unido      | The Righteous Men, Sam Bourne                                                        |
| 22 de abril de 2007     | programa de televisión (deportivo) | Estados Unidos   | SportsCenter                                                                         |
| 31 de mayo de 2007      | No ficción                         | Estados Unidos   | It's Not News, It's FARK: How Mass Media Tries to Pass off Crap as News, Drew Curtis |
| 11 de junio de 2007     | demostración publicitaria          | Estados Unidos   | iPhone, Apple Inc.                                                                   |
| 3 de agosto de 2007     | Espectáculo teatral                | Estados Unidos   | The Wikipedia Plays                                                                  |
| 3 de septiembre de 2007 | magazine                           | Reino Unido      | Official Nintendo Magazine, Issue 21                                                 |
| 23 de julio de 2009     | radio (satírico)                   | Reino Unido      | Bigipedia                                                                            |
| 11 de agosto de 2010    | sitcom                             | Estados Unidos   | Hot in Cleveland: "Good Luck Faking The Gotier"                                      |

### Casos conocidos
| Título                                                                  | Descripción | Relevancia |
| ----------------------------------------------------------------------- | --- | --- |
| I Must Take Issue With The Wikipedia Entry For 'Weird Al' Yankovic      | En un artículo de The Onion, el personaje Larry Groznic escribe un artículo acerca de cómo se le prohibió a partir de Wikipedia para iniciar una guerra de ediciones en la página de "Weird Al" Yankovic, y va a criticar el contenido de la citada página. | Primera parodia de considerable popularidad, mucho antes de la controversia por la biografía de John Seigenthaler Sr. |
| FoxTrot                                                                 | Se observa dos personas y una computadora. | Primera aparición de Wikipedia en un sindicato modo comic strip. |
| The Colbert Report, episodio 58                                         | Arianna Huffington discrepó con la afirmación de Stephen Colbert de haber acuñado el término "truthiness" ("veracidad"). Sostuvo que, según Wikipedia, Colbert solo la había "popularizado". En respuesta, Colbert, en su personaje de entrevistador, ofreció una réplica poco decorosa en cuanto al origen de la palabra. | Primera mención de Wikipedia en un programa de televisión nacional. |
| The Colbert Report, episodio 93                                         | En su segmento "The Word", Stephen Colbert citó la Wikipedia como fuente de información para la investigación de Sigmund Freud. Con su característico sarcasmo y humor ingenioso, Colbert satirizó la información a veces incierta de la Wikipedia mostrando en pantalla el mensaje "Incluyo las elaboraciones precisas". | Primera referencia de un guion de Colbert a Wikipedia, con foco principal en el concepto de "Wikiality". |
| Global Language Monitor                                                 | Global Language Monitor, que rastrea las tendencias lingüísticas, calificó a wikiality y truthiness como las mayores palabras de moda en la televisión angloparlante en 2006.Posteriormente a la transmisión del episodio, se inauguró un sitio de parodia de Wikipedia creado por fanáticos en Wikiality.com, basado en el término introducido. El 19 de octubre de 2006, el término se volvió a mencionar en una serie de televisión, citando Wikiality.com como la URL de Wikipedia. | |
| "White & Nerdy"                                                         | El vídeo describe un supuesto plan realizado por dos nerds. En una de las capturas, se muestra el artículo Atlantic Records vandalizado con una frase en letras grandes y mayúsculas You suck (en español: apestas). Con esta acción Al se venga de la compañía discográfica por negarse a incluir You're Pitiful (eres lamentable), una parodia de la canción de James Blunt You're Beautiful, en su nuevo álbum. En consecuencia la página fue semi-protegida. Yankovic dijo "Yo no fomento oficialmente [el vandalismo], pero asumo que me divierte." | Esta sería la primera vez que un vídeo musical mostró el sitio web, así como la primera vez que una canción se menciona la página web. La canción también fue primera carrera Yankovic los Top 10 hit en el Billboard Hot 100. Alcanzó el puesto # 1 en iTunes EE.UU. de la tienda, y alcanzó el puesto #1 en VH1 en los 20 vídeos de la cuenta regresiva. |
| Barenaked Ladies Are Me                                                 | La canción "Home" da una referencia a Wikipedia en la línea "Le enseñé mi página de la Wikipedia". | Primera aparición de Wikipedia en una canción de Barenaked Ladies. |
| Tar Baby                                                                | Compositción australiano, pista de Carolyn Shine 2009 "Tar Baby 'se refiere a la Wikipedia en la línea:" Si todo es sobre la oferta y la demanda, no sé cuál de los dos es más necesitados. "¿Qué es un Tar Baby?" Te oigo preguntar. Búsquelo usted mismo en la Wikipedia." | Puede ser el primer uso documentado de 'Wikipedia' rimada en una canción lírica. |
| Jericho (publicidad)                                                    | Después de "Jericho": los episodios de Red 10 en Australia, una promoción pareció alentar a los espectadores a entrar a Wikipedia y la búsqueda de "Jericho (serie tv)" para la prueba de la publicidad y las teorías que rodean el espectáculo. | Este es el anuncio de la primera estación para animar a la gente para buscar en Wikipedia para su producto. |
| Cisco Systems                                                           | Un anuncio de TV para Cisco Systems muestra a un niño pequeño con un ordenador portátil, el logo de Wikipedia claramente visible en la pantalla. Parte de su "campaña publicitaria Humanos red Anthem". | Primer anuncio de televisión que muestra Wikipedia como parte de la trama. |
| 30 Rock                                                                 | Mientras Tracy Jordan, James "Toofer" Spurlock y Frank Rossitano están trabajando para completar la autobiografía de Jordan en un solo día, Rossitano encuentra el artículo Wikipedia de Jordania, mientras que el uso de Internet en su portátil. El artículo dice que Jordania se descubrió después de hacer comedia stand-up en el Apollo Theater en 1984, y Jordania, aunque afirmando que no tiene ningún recuerdo de esto, le dice a los dos para agregarlo al libro. | Primera referencia en series sitcom. |
| Bremner, Bird and Fortune                                               | Un sketch sobre los 10 más populares, sobre los libros no leídos, destacando en voice over las sinopsis de los mismos, que parecen referirse constantemente a alienígenas. Al final del dibujo se dice que la información provino de Wikipedia. | Primera mención sátira en un programa de comedia de Reino Unido. |
| SportsCenter                                                            | Después de citar una estadística acerca de los Astros de Houston, el pitcher Roy Oswalt, la presentadora Kenny Mayne como broma dio crédito a Wikipedia para proporcionar el número. | Primera referencia grabada de un programa deportivo. |
| The Righteous Men                                                       | En el 2006 la novela Da Vinci Code tuvo el estilo de The Righteous Men, caracterizando a Wikipedia como enciclopedia estilo académico. | Primer referencia conocida en literatura de ficción. |
| It's Not News, It's FARK: How Mass Media Tries to Pass off Crap as News | Este libro, que examina el sesgo medios de comunicación, principalmente acerca de historias que no cuentan como noticias, Curtis escribe: Traducción del texto: "Por cierto, una de las cosas más sorprendente que descubrí mientras investigaba los artículos de este libro es que varios de ellos refleja exactamente una entrada de Wikipedia sobre el mismo tema. No he encontrado ninguna copia exacta de la Wikipedia en los artículos de este libro, pero la estructura era la misma frecuencia y utilizó el mismo citas en los mismos lugares. Si tuviera que adivinar, diría que la mitad de todos los "originales" objetos incluidos en este libro se reescribe Wikipedia entrada. Si no más. Sin duda, hace que me pregunte sobre el resto de los artículos que no la investigación. Refiere a la exactitud de Wikipedia a un lado, eso simplemente no es fresco. O tal vez así es como los artículos de Wikipedia fueron generados en el primer lugar. Debido a la oscuridad de ciertos detalles en algunos de los artículos, y el hecho de que ninguno de esos detalles aparecieron en una búsqueda en Google sobre el mismo tema, me inclino más a creer a los periodistas pedir préstamos a los de la Wikipedia, y no al revés." Fuente: | Primera aparición conocida en un libro criticando a los medios de comunicación, haciendo referencia a Wikipedia. |
| Apple Inc.: iPhone                                                      | En la demostración de las capacidades de Internet del iPhone, la página de Wikipedia para el iPod se muestra, junto con un enlace en sus favoritos del usuario onstration hecho a Media Conglomerate. | Primera referencia conocida en un producto multifuncional |
| The Wikipedia Plays                                                     | Diecisiete obras de teatro, inspirado en las entradas de Wikipedia. | Primera obra teatral conocida por resaltar Wikipedia. |
| The Colbert Report, episodio 302                                        | El 21 de agosto de 2007, Colbert atacado por el WikiScanner, un sitio web que rastrea la gente que hace ediciones anónimas en Wikipedia, afirmando que es una invasión de la privacidad, especialmente para las sociedades, y que los ataques de "auto-invención". Destacó el caso de que en Pepsi es editado su entrada mediante la eliminación de los "efectos de salud a largo plazo" de su artículo. Esto dio lugar a su "Wørd" (palabra ser) la autodeterminación, alegando que todo el mundo en Internet y debe ser anónima y no debe ser forzado a renunciar a su verdadera identidad. Colbert describió más tarde como Wikipedia "Second Life para las corporaciones", diciendo que si una empresa quiere hacerse pasar por otra persona en línea, entonces ese es su negocio. | Primer anuncio en la televisión nacional de la herramienta WikiScanner. |
| Bigipedia                                                               | Bigipedia es un sketch show de la BBC Radio situado en un sitio web que es una parodia de Wikipedia. | Primera mención de Wikipedia en programa radial. |
| Hot in Cleveland                                                        | En el episodio "Good Luck Faking The Gotier", Victoria Chase (Wendie Malick) menciona que tiene una página de Wikipedia y tiene que seguir cambiando porque los carteles siguen recibiendo su edad equivocada. | Primer personaje de una serie de televisión (incluyendo de sexo femenino) que admitió haber creado su propia página de la Wikipedia. Además del primer personaje de ficción en admitir correcciones en su propia página. |
| Esto es guerra                                                          | La entonces concursante del programa de competencias, Micheille Soifer, fue mencionada en una entrada creada por desconocidos en 2015. Posteriormente fue borrada por su redacción promocional y su irrelevancia. | Primera celebridad peruana en generar controversia por tener su propia entrada. |

### El términowikiality
En julio de 2006 un episodio de un programa sátiro-cómica The Colbert Report, Stephen Colbert anunció el término wikiality, una palabra contraccionada de dos términos: Wiki y reality (realidad). En el segmento "The Wørd", Colbert define a wikiality como "la verdad por consenso" (y no un hecho), siguiendo el modelo del formato de la aprobación por consenso de Wikipedia. Él alabó irónicamente que Wikipedia sigue su filosofía de veracidad, mediante la intuición y el consenso consiguen un mejor percepción de la realidad que en los hechos:

Usted ve, cualquier usuario puede cambiar cualquier entrada, y si es lo suficientemente otros usuarios de acuerdo con ellos, se convierte en verdad. ... Si sólo el conjunto de conocimientos humanos trabajado de esta manera. Y puede, gracias a la palabra de esta noche: Wikiality. Ahora, amigos, no soy un fan de la realidad, y yo no soy fan de las enciclopedias. Lo he dicho antes. ¿Para qué [la enciclopedia] Británica puede decirme que George Washington tenía esclavos? Si quiero decir que no, ese es mi derecho. Y ahora, gracias a Wikipedia, que es también un hecho.

Debemos aplicar estos principios a toda la información. Todo lo que necesitamos hacer es convencer a una mayoría de personas que algunos factoide son verdad... Lo que estamos haciendo es llevar la democracia a los conocimientos.

De acuerdo con Stephen Colbert, señaló que "todos podemos crear una realidad en que todos estamos de acuerdo; la realidad que acabamos de consensar." Durante el segmento, bromeó: Me encanta la Wikipedia... cualquier sitio que tiene una entrada más verídica que las claras proridades que hacen los luteranos. Colbert también utiliza la serie de sesiones para satirizar la cuestión más general de que si la repetición de las declaraciones en los medios de comunicación conlleva a la gente en creerlas. La pieza se presentó con el lema "La revolución no será verificada", haciendo referencia a la falta de verificación objetiva visto en algunos artículos.

### Otras situaciones

#### En las historietas
| Fecha                    | Título                           | Notas |
| ------------------------ | -------------------------------- | --- |
| 16 de diciembre de 2005  | Penny Arcade                     | Skeletor es destrozado en el artículo de Wikipedia de su archienemigo He-Man bajo el título de "Yo tengo el poder". |
| 16 de agosto de 2006     | 52, Semana 15                    | Ficción "Ballostro" artículo. Clark Kent le dice a su asistente que pueden "wiki la palabra rumorea" al ver que el ataque metrópolis. |
| 07 de septiembre de 2006 | FoxTrot                          | Artículo de Thomas Edison. |
| 20 de abril de 2007      | Get Fuzzy                        | Bucky Katt mira a un artículo de la vanidad de sí mismo y su álbum ficticio, y muestra las "evidencias" de Cartera Pooch. |
| 29 de abril de 2007      | Non Sequitur                     | Danae Lucy introduce el caballo a Wikipedia, editando el sitio señalar su victoria ficticia para "Most Brilliant y Beautious Girl". Lucy se queja, pero se satisface cuando Danae agrega un premio para "La mayoría de Beautious Horse".                                                        |
| Julio de 2007            | The Order #1 (Marvel Comics)     | El personaje principal se menciona la Wikipedia como lo describió como un "actor de una sola vez". |
| 12 de septiembre de 2007 | The Amazing Spider-Girl #12      | El personaje del título menciona que ella tuviera conocimiento del Carnage y sus debilidades a través de Wikipedia. |
| 12 de septiembre de 2007 | Thor #601                        | El conocido super-villano de Marvel llamado Doctor Doom parece haber utilizado Wikipedia, comentandoa los asgardianos reunidos durante el festín en Latveria que ni siquiera él había sabido lo que era un "winkle" hasta que lo buscó en la Wikipedia.                                         |
| 20 de noviembre de 2007  | The Brilliant Mind of Edison Lee | Edison Lee, el protagonista menciona que en la Wikipedia que el presidente de los Estados Unidos, Ronald Reagan, era conocido como el presidente de teflón a su asistente Joules. (Este término no figura en el artículo de Ronald Reagan, sino en la entrada teflón (seudónimo)).              |
| 23 de julio de 2008      | Ambush Bug: Year None #1         | Ambush Bug dice que utilizó "Wokipedia" para buscar Hugey Enormes / Abdul Smith, de El Equipo Verde. |
| 14 de octubre de 2009    | Deadpool #900                    | Si bien en el medio de una misión de asesinato, Deadpool tiene una conversación en la cuarta pared, rompiendo con sus voces interiores en el que habla de su propia base de fanes, y señaló que a partir de que la escritura, su propia entrada de la Wikipedia fue mayor que la de Spider-Man. |
| 23 de noviembre de 2009  | Pearls Before Swine              | Rat pregunata a Stephan Pastis (el creador de la tira) de lo ocurrido en la vida de Stephan. Cuando Stephan refuta estas alegaciones, la rata dice que los obtuvo el artículo de Stephan Wikipedia. Estos cambios se reflejan más adelante en la vida real antes de ser revertida.              |

#### En los episodios de TV
| Fecha                    | Título                                                      | Notas |
| ------------------------ | ----------------------------------------------------------- | --- |
| 14 de octubre de 2007    | The Simpsons: "I Don't Wanna Know Why the Caged Bird Sings" | Snake le dice a su novia para matar al hombre que cambió su biografía en Wikipedia. |
| 25 de noviembre de 2007  | The Simpsons: "Funeral for a Fiend"                         | Sideshow Bob se queja de tiempo de carga mientras se busca una Shakespeare referenciando en la Wikipedia. |
| 27 de abril de 2008      | The Simpsons: "Apocalypse Cow"                              | Bart discute con Homer para cantar Wikipedia; Homero planea editar la página (... y muchas más páginas). |
| 10 de febrero de 2008    | Aqua Teen Hunger Force: "Reedickyoulus"                     | Frylock maldice Wikipedia después de creer la información relativa a la falsa matanza de zombis. |
| 02 de octubre de 2007    | Cavemen: "Piloto"                                           | En el primer episodio del comercial convertido en comedia, Andy culpa a su incapacidad para trabajar en su tesis en el hecho de que "Wikipedia está en construcción." |
| 04 de agosto de 2007     | Psych: "And Down The Stretch Comes Murder"                  | En el episodio "And Down The Stretch Comes Murder", cuando Shawn está explicando su teoría del crimen, Gus interviene con un dato sobre una oscura tribu indígena. Shawn aplaude los conocimientos de Gus sobre el tema con la frase: "¡Gus dispara y anota!... con ayuda de la Wikipedia". |
| 04 de agosto de 2007     | Gran Slam                                                   | Michelle Kitt se hizo la pregunta, ¿Cuál es la palabra con el término hawaiano "rápido" de los cuales es una enciclopedia en línea?" Ella responde, "Wiki... Wikipedia" y se considera incorrecta. |
| 23 de enero de 2007      | Veronica Mars: "Show Me the Monkey"                         | Las referencias Wikipedia programa de televisión en el episodio cuando Verónica busca el origen del color manila. |
| 23 de febrero de 2008    | iCarly: "iHatch Chicks"                                     | Freddie va a un sitio que como un juego de palabras fuera de la Wikipedia, llamada Chickipedia, para encontrar información del pollo cría (Chick). |
| 01 de febrero de 2007    | The Office: "Ben Franklin"                                  | Jim, después de haber oído a Michael mencionando prima nocta, dice que usa Wikipedia para confirmar sus sospechas sobre el significado del término. |
| 18 de febrero de 2007    | American Dad!: "Black Mystery Month"                        | Tras el descubrimiento de un complot que involucró a la mantequilla de maní y la Guerra Civil, Stan Smith dice: "Si hubiera un lugar donde usted puede hacer afirmaciones extravagantes, sin ninguna prueba, y millones de personas que lo aceptan como hecho...", y los cortes episodio para su hijo Steve edición de La verdad sobre Maní Mantequilla. |
| 05 de abril de 2007      | The Office: "The Negotiation"                               | Para que las negociaciones salariales con Darryl, Michael recibe ayuda de las negociaciones de Wikipedia. A continuación declara en una entrevista que "Wikipedia es lo mejor que nunca. Cualquier persona en el mundo puede escribir lo que quiera sobre cualquier tema, de modo que sepa que está recibiendo la mejor información posible". Como resultado del episodio, Wikipedia tenía a la edición del lock-down del artículo The Negotiation. |
| 24 de mayo de 2007       | The Colbert Report, episodio 265                            | El co-fundador de Wikipedia Jimmy Wales aparece como invitado en el show organizado por Stephen Colbert en Comedy Central. Discuten el vandalismo de Colbert de Wikipedia y la narración de sus espectadores a vandalizar páginas. En varios artículos, tales como oxígeno, bibliotecario y Stephen Colbert estaban cerradas con llave para evitar que vandalismo poco después de la emisión del episodio. En el show, Gales hace bromas que él puede tener que bloquear toda la Wikipedia en español por unos días debido a un comentario de Colbert que tal vez debería aprender Inglés.                    |
| 25 de mayo de 2007       | Real Time with Bill Maher                                   | Maher hace una broma para afirmar haber utilizado Wikipedia en la investigación de las fechorías del pasado Presidente de los estados unidos para encontrar ejemplos que la afirmación de apoyo de Jimmy Carter de la administtracción de George W. Bush es la peor en la historia. |
| 05 de agosto de 2007     | News Knight with Sir Trevor McDonald, episodio 7            | McDonald dice que "Wikipedia es uno de los sitios web más confiables en el mundo" y que, de acuerdo con su entrada en sí misma, Wikipedia fue fundada por Ken Dodd en 1673. |
| 10 de septiembre de 2007 | The Daily Show with Jon Stewart                             | El anfitrión Jon Stewart y resultados de la noche, Jeff Garlin, los chistes acerca de la volatilidad de Wikipedia, y menciona que el artículo invitado en Wikipedia se está cortado por su familia y amigos. Jeff Garlin remata diciendo que Wikipedia no debe ser tomado en serio. |
| 26 de septiembre de 2007 | Dancing with the Stars                                      | En un episodio que se emitió el 26 de septiembre de 2007, un mini-documental satírico se presentó en el espectáculo que explora la historia de la danza. La historia falsa de la danza se concluyó con la frase: "Usted puede buscar en el diccionario - Acabo de hacer una entrada en la Wikipedia." |
| 30 de septiembre de 2007 | Frisky Dingo, episodio 19                                   | Xander Crews intenta buscar si es que el Vicepresidente de los Estados Unidos es vicepresidente tanto de los Estados Unidos y Canadá, en la Wikipedia. |
| 02 de octubre de 2007    | Damages, episodio 10                                        | Patty Hewes dice Ray Fiske ella tiene un montón de preguntas para Arthur Frobisher al que Fiske responde: "Eso es para la Wikipedia". |
| 12 de octubre de 2007    | Have I Got News for You, episodio 282                       | En la ronda "Odd One Out", Ian Hislop menciona un caso de vandalismo participación finales de los años Ronnie Hazelhurst. Hislop, quien describió como Wikipedia sarcásticamente: "Esa herramienta fiable para todos nosotros", habló de cómo alguien vandalizado el artículo Hazelhurst para que éste afirmó que escribió la S Club 7 canción "Reach". Cuando murió, los periodistas que no controló bien el hecho, y se informó como un hecho en The Times, The Guardian y por el BBC, que se agravada por el hecho de que la BBC había estado en problemas por falsificar algunos programas de televisión. |
| 20 de octubre de 2007    | Have I Got a bit More News for You, episode 283             | Ian Hislop nuevamente ataca Wikipedia, en la repetición extendida del episodio muestra la noche anterior, pero fue cortada de la emisión original. Cuando acogida Alexander Armstrong está tratando de pronunciar un nombre serbio, Hislop dice, "Es como la Wikipedia, ¿no? Usted sólo tiene que esperar a que suba." Luego fingió para descargar un ensayo sobre la cultura serbia de Wikipedia y de la mano en ella, comentando cómo algunos estudiantes plagian con Wikipedia. |
| 02 de noviembre de 2007  | Have I Got News for You, episode 285                        | Cuando el presentador invitado Jo Brand está introduciendo al escritor de comedias y actor Andy Hamilton, ella comenta, "Y con Paul Merton esta noche es de tiempo completo jugador profesional de dardos ingleses, cuyo apodo lo llaman "The Hammer" y que actualmente ocupa el séptimo lugar en el mundo. Lo sé, me ha sorprendido también, pero yo lo busqué en Wikipedia." |
| 03 de noviembre de 2007  | QI                                                          | En una entrevista con The Times, El creador deQI John Lloyd contesta, "'No negamos con Wikipedia. Es una cosa de genio completo y un tributo al espíritu humano.'" Sin embargo, el artículo continúa diciendo que, "tienen una norma que prohíbe cortar y pegar nada del código wiki, y un tener mínimo de edad de al menos dos fuentes para cualquier cosa que vaya en una programa o libro de esa secuencia." |
| 06 de diciembre de 2007  | Scrubs: "My Number One Doctor"                              | Uno de sus familiares de Dr.Cox es programado para el quimioterapia para el tratamiento de su cáncer, pero quiere ir hacia atrás porque usó su computadora portátil para buscar la condición en la Wikipedia y en el artículo citado una dieta de verduras crudas pueden llevar a la remisión. Cox se enfrenta a él en esto, cuestionar la fiabilidad de la reclamación, dado que fue escrito por la misma persona que escribió la guía del episodio Battlestar Galaticia. A continuación, quita el portátil del paciente y le dice que seguirá adelante con el tratamiento.                                  |
| 21 de mayo de 2008       | Through the Keyhole                                         | Cuando los panelistas invitados estaban tratando de adivinar la identidad de Angelica Bell y propuso (incorrectamente) que podría ser el más conocido por su actuación, Sir David Frost critica "en la Wikipedia, no sería decir, actuando" |
| 09 de junio de 2008      | The Colbert Report                                          | En respuesta a su declaración de John McLaughlin que "Warren G. Harding es un negro", Colbert sugirió que el G. no estaba para 'Gamaliel', pero para 'Gangsta' (y mostró una captura de pantalla ficticia de Wikipedia que aparece para decir esto). The article was repeatedly vandalised to say 'Warren Gangsta Harding' before being locked. |
| 29 de septiembre de 2008 | Chuck                                                       | En el estreno de la segunda temporada, el personaje de Vik Sahay Lester menciona un artículo de Wikipedia sobre sí mismo en su hoja de vida mientras era entrevistada por Chuck para el puesto de gerente adjunto de Buy More. |
| 23 de octubre de 2008    | The Office: "Crime Aid"                                     | Michael indica que no se sabe cuánto tarda la delincuencia lugar en la oficina porque no hay entrada de Wikipedia sobre la oficina de estadísticas de robo. Desde la emisión del episodio, las estadísticas se han añadido incluso para el artículo de la Wikipedia "Office". |
| 23 de noviembre de 2008  | Dexter: "About Last Night"                                  | Después de una discusión de temas sexuales con vice unit la detective Barbara Gianna, comenta de Masuka a Batista que Gianna es "como la Wikipedia de pervertido". |
| 21 de enero de 2009      | Law & Order:                                                | Un sospechoso de asesinato es arrestado sobre la base de los vandálicos ediciones realizadas en un artículo de Wikipedia sobre una hermandad universitaria (de ficción). El hombre ha estado asesinando a miembros de la familia de los miembros de la hermandad de mujeres ex y acosar a los propios miembros, la persona detenida es seguido por su dirección IP. |
| 22 de enero de 2009      | 30 Rock: "Retreat to Move Forward"                          | Frank Rossitano, hace una broma a Jenna Maroney que está investigando su próximo papel como Janis Joplin, hace numerosas ediciones vandálicas a la página de Joplin, y recomienda que la Wikipedia utiliza Jenna por su investigación. |
| 15 de marzo de 2009      | The Simpsons: "Gone Maggie Gone"                            | Comic Book Guy menciona Wikipedia como fuente para sus leyendas. |
| 10 de septiembre de 2009 | Mock The Week: Temporada 7, Episodio 10                     | En la ronda de "Escenas que nos gustaría ver" (inglés: Scenes we'd like to see), el panel tiene que sugerir "cosas malas noticias de un guía turístico". Ed Byrne, que sugiere: "Y de acuerdo a Wikipedia, el ala este fue construida en el año Dougie es un llamado homo". |
| 15 de septiembre de 2009 | Warehouse 13: Temporada 1, Episodio 11                      | Cuando se mencionan a Edgar Allan Poe, Artie saca lo que parece ser un artículo de Wikipedia sobre el hombre. |
| 21 de septiembre de 2009 | Would I Lie To You?: Temporada 3, Episodio 7                | En la introducción a la exposición, acogida a Rob Brydon dice: "Cuando se le preguntó si la mentira es justificada, un asombroso 73% de los estudiantes universitarios copiar simplemente la respuesta de la Wikipedia." |
| 12 de noviembre de 2009  | FlashForward: Temporada 1, Episodio 8                       | La introducción de Sperm donation—como se desprendía desde el 8 de julio al 11 de octubre de 2009—fue un personaje al que hace referencia teniendo en cuenta el proceso. Mientras la pantalla se modificó ligeramente para decir que era de "www.referendium.com", el estilo y el contenido no se alteraron. |
| 22 de noviembre de 2009  | The Amazing Race: Temporada 15, Episodio 9                  | Un equipo en la carrera se utiliza la versión en Inglés de la Wikipedia para aprender lo que una vendimia al automóvil de Praga, fue antes de tener que buscarlo en Praga. |
| 29 de noviembre de 2009  | The Simpsons: "Rednecks and Broomsticks"                    | Después de descubrir un aquelarre de brujas, Lisa intenta aprender más sobre ellos mediante el uso de "Wiccapedia". |
| 22 de diciembre de 2009  | Mock the Week: Temporada 7 como especial de Navidad.        | En una ronda de "Si esta es la respuesta, ¿Cuál es la pregunta?", La respuesta "One Fifth", resultando en panelista regular Hugh Dennis dando la pregunta: "¿Cuánto de Wikipedia es cierto?" Esto se traduce en acogida Dara Ó Briain y otro ordinario, Howard Russell, hablando de imprecisiones en sus propios artículos, y el tercero regular Frankie Boyle para sugerir que todos los artículos de Wikipedia deben comenzar con las palabras "Para que". |
| 5 de enero de 2010       | Who Wants to Be a Millionaire:                              | El concursante contesta a la pregunta de 12500 dólares "Lo que el logotipo del sitio Web representa un rompecabezas esférico con símbolos de diferentes idiomas?" correctamente. |
| 12 de febrero de 2010    | QI: "Gravity"                                               | El anfitrión Stephen Fry dice que si usted enciende una bala de un arma y soltar una bala de tu mano, al mismo tiempo, que ambos cayeron al piso al mismo tiempo, exactamente, lo que provocó panelista Barry Humphries para preguntar "¿Esta información proviene de la Wikipedia?" |
| 8 de abril de 2010       | Have I Got News for You: series 39, episode 2               | Al presentar resultados panelista Richard Herring, visita de acogida Alexander Armstrong lo describe como "un hombre descrito por Wikipedia como uno de los principales maestros ocultos de la comedia británica. Demostrando lo fácil que es escribir su propia entrada en Wikipedia." |
| 11 de abril de 2010      | The Cleveland Show: "Gone with the Wind"                    | En el funeral de Loretta Brown, el ministro lee sobre Wikipedia que Loretta Brown era o bien un cantante o un miembro de la Parlamento de Australia, y luego termina diciendo Ci-ta-tion neeed-ed" (español: cita requerida) en un tono de ritual. |
| 6 de enero de 2010       | Breaking Bad: "Half Measures"                               | Skyler está investigando sobre el lavado de dinero, con primeros planos del artículo de la Wikipedia se muestra en la pantalla. |
| 22 de enero de 2010      | Mongrels: "Series 1, Episode 1"                             | Antes en el episodio, Nelson como zorro metrosexual mata a una gallina que trataron de matarlo cortando su cabeza. Kali la paloma dice que el acuerdo con Wikipedia, un pollo puede vivir por más de un año sin su cabeza. Nelson afirma que usted no puede confiar en Wikipedia, luego se gira para encontrar el pollo sin cabeza sigue con vida y tratando de matarlo. |

#### En la radio
| Date                    | Title                                         | Notes | Relevance                                                 |
| ----------------------- | --------------------------------------------- | --- | --------------------------------------------------------- |
| 04 de noviembre de 2006 | Wait Wait...Don't Tell Me!                    | Jimmy Wales jugó el denominado "Not My Job" (en español: no es mi trabajo, rebautizado para la ocasión "Debe de ser cierto... Lo leí en Wikipedia"). Se le pide tres preguntas sobre curiosidades en la Wikipedia: la discografía de Banana Splits, Bob Marley, Constanza de Sicilia y Esera Tuaolo. País de Gales recuerda la Banana Splits con cariño y luego procede a obtener las tres preguntas equivocadas. El espectáculo, en general, a menudo se retirarán los detalles para el show de la Wikipedia, indicando con humor: "Si es en Wikipedia, debe ser verdad." | Primera referencia en la radio sobre Wikipedia.           |
| 15 de junio de 2007     | The News Quiz - BBC                           | Alan Coren se refirió a los errores cometidos en la Wikipedia. Más tarde dijo que una vez vio a un error en su artículo que indica que era un año menor que él, pero le gustaba el error, ya que le hacía parecer más joven. Como resultado, dice que cuando alguien corrige el artículo, ha marcado el año equivocado de nuevo para hacerle parecer más joven de nuevo. Así, el artículo fue bloqueado después de la demostración era difusión. |                                                           |
| 24 de julio de 2007     | The Wikipedia Story - BBC                     | Clive Anderson se pregunta si Wikipedia es una valiosa fuente de conocimiento humano o un síntoma de la propagación de la mediocridad. Este también fue hecho en una podcast entre el 27 de julio y 03 de agosto por la BBC. |                                                           |
| 20 de junio de 2008     | The News Quiz - BBC                           | Carrie Quinlan hizo entrega de una gran cantidad de información que los otros panelistas no entendía. Más tarde afirmó que ella obtuvo la información de Wikipedia. Jeremy Hardy y Andy Hamilton afirmaba que la palabra "Wikipedia" sonaba grosero, con Hamilton alegando que se fue como "una atracción sexual a canastas." |                                                           |
| 07 de octubre de 2008   | The Party Line: Temporada 3, Episodio 1 - BBC | En el episodio, roban el ordenador portátil del diputado Duncan Stonebridge, que contiene datos relativos a las cuotas de pesca. Antes de hablar con un ministro de pesca islandés, el asistente de Duncan, Roger, le da una información extraida de Wikipedia, que resulta ser errónea. El ministro de pesca comenta que parece que Duncan acaba de tomar la información de Wikipedia. | Primera referencia en la radio sobre situaciones cómicas. |
| 05 de diciembre de 2008 | The Now Show: Temporada 25, Episode 2 - BBC   | Jon Holmes habló de la falta de fiabilidad de las encuestas de Internet diciendo que no todo en Internet es verdad. Dijo que, "Este es el mismo que aloja a Internet Wikipedia", y Holmes leer algunos ejemplos de vandalismo que descubrió en el sitio. En los siguientes dos shows, los fanes por correo electrónico en otros ejemplos de vandalismo Wikipedia. |                                                           |
| 05 de diciembre de 2008 | Heresy: Temporada 5, episodio 6 - BBC Radio 4 | En el panel de invitados, Euan Ferguson, Clive James y David Mitchell trataron de argumentar en contra de la declaración: "No se puede confiar en lo que usted lee en línea." Wikipedia está cubierto por el panel y la anfitriona Victoria Coren lee la información de los invitados páginas de la Wikipedia para verificar su autenticidad. |                                                           |